# VEGA Carburanti
VEGA Carburanti S.p.A. (anciennement VEGA S.r.l.) est une marque commerciale utilisée pour la distribution de carburants. Leurs stations-service vendent de l'essence, du diesel, du GPL, du gazoil et du méthane (GNC et CNL).
Sous la marque VEGA sont regroupées d'importantes entreprises vénitiennes qui, depuis le début des années 1960.

## Histoire
En novembre 2018, Coop Alleanza 3.0 cède 100% des actions de Carburanti 3.0 à la société vénitienne, qui conservera la marque EnerCoop jusqu'en 2021 et étendra la collecte de points de fidélité Coop à l'ensemble de son réseau de distribution. Le 1er août 2019, VEGA Carburanti acquire la seule usine toscane d'Unicoop Tirreno. Dans le Piémont, Novacoop gère 4 usines avec son propre personnel.